# Фотоелектричні явища
Фотоелектричні явища — зміна електричних властивостей речовини, яка відбувається під впливом світла та інших видів електромагнітного випромінювання.

## Особливості та види
До фотоелектричних явищ належать як зовнішній фотоефект, так і явища, зумовлені внутрішнім фотоефектом: фотопровідність, фотоерс тощо.
Явища зумовлені передаванням енергії фотонів електронам речовини, яка поглинає випромінювання.

## Застосування
Явища широко застосовують в фотоелекотронних приладах: 
- фотоелементах,
- фоторезисторах,
- фотодіодах,
- фототріодах,
- електронно-оптичних перетворювачах зображень,
- телевізійних трубках,
- динамічній голографії.[1]